# Albert Vojtěch Velflík
Albert Vojtěch Velflík (4. dubna 1856 Kralovice – 11. listopadu 1920 Mnichovice) byl český inženýr, konstruktér mostů a vysokoškolský profesor inženýrského stavitelství. Třikrát byl zvolen rektorem Císařské a královské české vysoké školy technické v Praze.

## Život
Narodil se v Kralovicích. Vystudoval reálku v Plzni. Poté pokračoval ve studiu na Polytechnickém ústavu v Praze, který absolvoval v roce 1879. Poté nastoupil do firmy civilního inženýra Viléma Plenknera. V roce 1880 se vrátil na techniku jako asistent profesora Josefa Šolína. Zabýval se teorií příhradových mostů. tomto oboru se habilitoval jako soukromý docent v roce 1886 prací Theorie mostů soustavy Howeovy. Poté nastoupil jako konstruktér do Pražské akciové strojírny (bývalá továrna Josepha Johna Rustona – Rustonka). Zde se podílel na konstrukci řady ocelových konstrukcí, především mostů a střešních konstrukcí. V roce 1891 se vrátil na pražskou techniku, kde začal přednášet mostní, silniční a železniční stavitelství na místo onemocnělého profesora Viléma Bukovského. V roce 1893 byl pak jmenován řádným profesorem.
Třikrát byl zvolen rektorem Císařské a královské české vysoké školy technické v Praze (1897–1898, 1899–1900, 1906–1907); dále byl dvakrát zvolen děkanem (1893–1894, 1903).
Vedle svého oboru se rovněž zabýval dějinami ČVUT a dějinami mostního stavitelství. Byl jedním z redaktorů Ottova slovníku naučného pro inženýrské stavitelství, působil i jako redaktor časopisu Technický obzor. Proslovil řadu přednášek pro Spolek architektů a inženýrů. Byl členem výboru Národopisné výstavy českoslovanské v Praze 1895.

## Dílo (výběr)

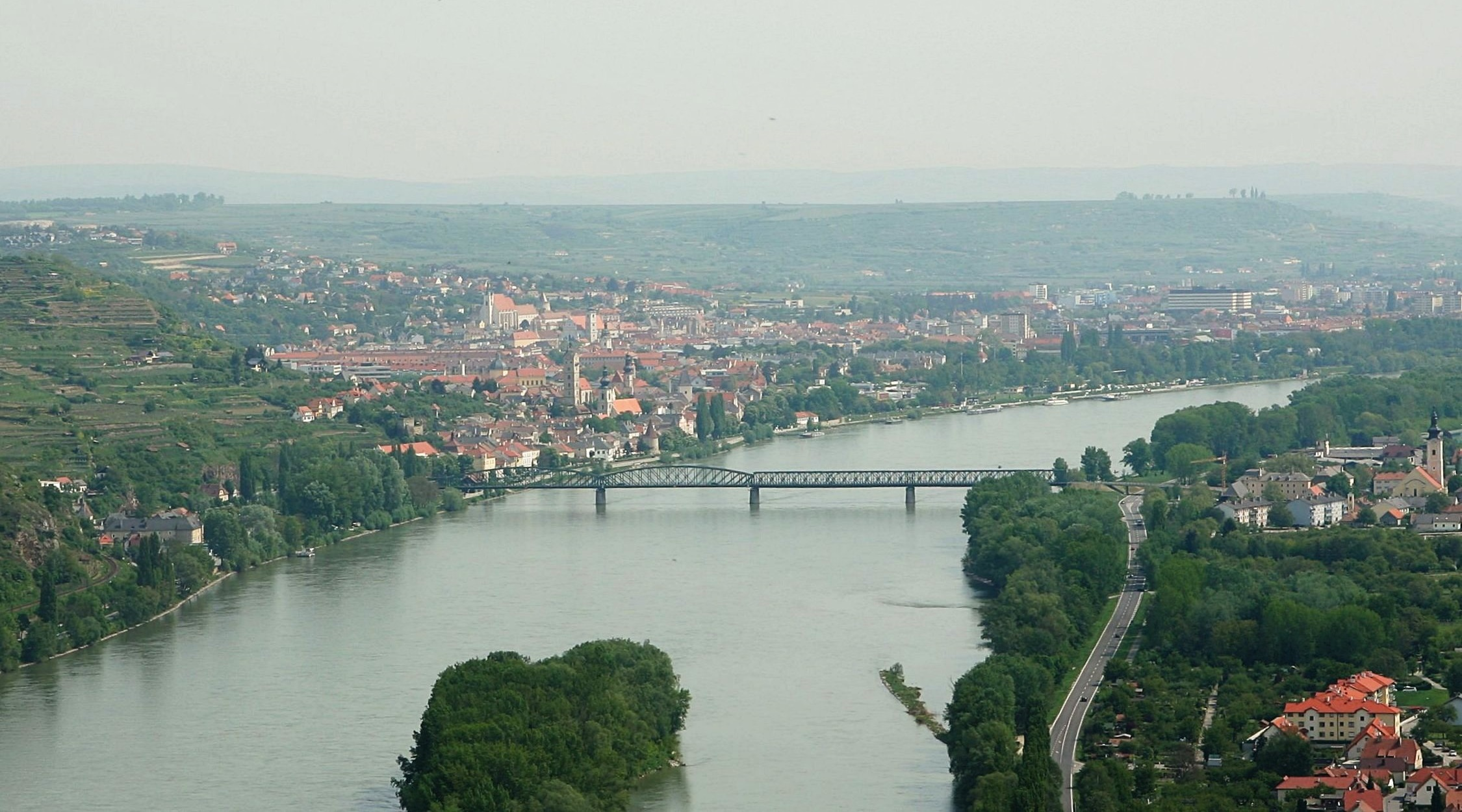
Železniční most v Kremži.

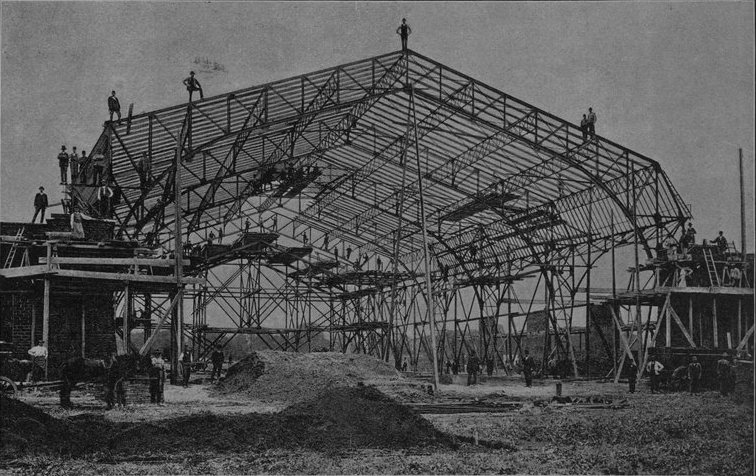
Montáž strojovny v září roku 1891 pro Jubilejní výstavu v Praze.

- ocelové stropní a střešní konstrukce Německého divadla v Praze (otevřeno 1888)
- ocelové mosty železniční trati Wels-Pasov
- kesony pro opravu Karlova mostu po povodni 1890
- ocelová konstrukce Strojovny na Jubilejní zemské výstavě v Praze 1891. V roce 1893 byl objekt Strojovny rozebrán a prodán do Innsbrucku, kde sloužil jako tržnice.
- ocelová konstrukce stropu Vinohradské vodárny v Podolí (zbořeno, na místě dnešní Podolské vodárny)
- most v Libočanech
- ocelová konstrukce střechy Divadla na Vinohradech (otevřeno 1907)

## Spisy

### Práce věnované konstrukcím mostů
- Theorie příhradových mostů, 1886
- Příhradové železné mosty s přímo-pásovými hlavními nosníky složené soustavy : výpočet i grafické vyšetření vnitřních sil a stanovení rozměrů průřezových na příkladě provedeného mostu přes Dunaj u Kremže : pro praktickou potřebu inženýrů a k studiu posluchačů vysokých škol technických, Praha : Spolek posluchačů inženýrství při c.k. české vysoké škole technické, 1890
- Stavitelství mostní. Díl prvý, Zřízení vozovky a mostovky na mostech silnicových a železnicových, jakož i příčného ztužení jich hlavních nosníků, Praha : Spolek posluchačů inženýrství na c.k. české vysoké škole technické, 1896
- Stavitelství mostní. Díl druhý, Hlavní nosníky trámové. Praha : Česká matice technická, 1899
- Nauka o stavebních hmotách : zvláště o horninách technicky významných o jich zkoumání a zpracování. K studiu posluchačů vysokých škol technických, k praktické potřebě inženýrů, stavitelů a správců kamenných lomů i jiných stavebních závodů. Praha : Česká matice technická, 1913–1917

### Práce věnované dějinám
- Dějinný a technický vývoj stavitelství mostního od nejstarších dob až po naše časy, Praha : Spolek posluchačů inženýrství na c.k. vysoké škole techn., 1894
- Dějiny technického učení v Praze : s dějinným přehledem nejstarších inženýrských škol, jakož i akademií a ústavů v Rakousku, na nichž bylo vědám inženýrským nejdříve vyučováno : pamětní spis na oslavu založení stavovské inženýrské školy v Praze před 200 lety a 100letého trvání polytechnického ústavu Pražského. I, Od prvního vyučování inženýrským vědám v Rakousku 1686, až do zakončení utraquistického období polytechnického ústavu v království Českém r. 1869, Praha : Nákladem sboru professorského c.k. české vysoké školy technické, 1906–1909
- Život a působení prvního presidenta a zakladatele České akademie arch. dr. ph. a dr. techn. Josefa Hlávky s přehledem pokroku v umění stavitelském za jeho života : pamětní vzpomínka. Praha : Česká akademie věd a umění císaře Františka Josefa I., 1908
- Dějiny technického učení v Praze s dějinným přehledem nejstarších inženýrských škol, jakož i akademií a ústavů v Rakousku, na nichž bylo vědám inženýrským nejdříve vyučováno : Díl druhý, po smrti autorově dokončil inž. Jan Kolář, Praha : Česká matice technická, 1910–1925

## Členství vorganizacích
- Spolek architektů a inženýrů
- Česká akademie věd a umění císaře Františka Josefa I.

## Ocenění
- čestný člen Spolku posluchačů inženýrství při České vysoké škole technické v Praze
- Řád železné koruny  III. třídy
- 1906 jmenován c. a k. dvorním radou
- 1908 zvolen řádným členem České akademie Františka Josefa I.
- 1912 jmenován čestným členem Spolku architektů a inženýrů

- Je po něm pojmenována Velflíkova ulice 50°6′16″ s. š., 14°23′37″ v. d. v areálu ČVUT v Praze 6 – Dejvicích.